# Fujifilm X-T2
La Fujifilm X-T2 è una fotocamera mirrorless digitale annunciata e presentata dalla Fujifilm a Parigi il 7 luglio 2016 e commercializzata l'8 settembre 2016. Prodotta come modello di fascia alta e pensata soprattutto per essere utilizzata da fotografi professionisti e per la fotografia sportiva è, grazie alle diverse innovazioni fra cui un diverso e potente sistema di autofocus ed un grip batterie che ne potenzia le prestazioni, una evoluzione della fortunata serie X-T1.

## Caratteristiche
Le caratteristiche principali della XT-2 pur ricalcando la precedente serie X-T1, si distinguono per alcune importanti novità introdotte per la prima volta in questo modello che la stessa corporation ritiene «perfezionate» rispetto alla serie precedente, tanto da essere definita nel 2016 «la mirrorless più completa e versatile».
Leggera ma con un corpo robusto e compatto, la X-T2 si distingue per un sensore particolare (X-Trans™ CMOS III da 24.3MP), un processore ad alta velocità (X-Processor Pro) per il processo delle immagini, un autofocus molto veloce, ed un mirino elettronico di grande dimensioni (EVF, Electronic viewfinder) con una definizione molto alta.
- Tipo: Fotocamera Mirrorless
- Sensore: X-Trans CMOS III APS-C da 23,4x15,6mm
- Risoluzione min/max: 24,3 Megapixel- 6000x4000 - 3008x2000
- Sensibilità di riferimento: da 200 a 12.800 con espansione da ISO 100 e ISO 51.200
- Bilanciamento del bianco: manuale con 6 preset, automatico
- Schermo LCD: da 3.0" con 1.620.000 pixel di risoluzione con 3 assi di rotazione
- Messa a fuoco: Autofocus ibrido intelligente su 325 punti
- Esposizione (misurazione della luce): Esposimetro da 256 segmenti
- Esposizione (modi): manuale, priorità dei tempi, priorità dei diaframmi, program, posa B, posa T
- Tempi: da 4" a 1/8000" con ott. meccanico, da 30" ad 1/32.000" con ott. elettronico, posa B fino a 60 minuti.
- Formati immagine: jpeg, raw, raw+jpeg
- Supporti di memoria: SD - SDHC - SDXC
- Interfacce: Micro USB, Micro HDMI, WI-FI, Cuffie
- Mirino: elettronico OLED - 2,36 Megapixel
- Scatto: singolo, a raffica 8 fps e fino a 14 fps con grip, autoscatto
- Alimentazione: NP-W1265-batteria agli ioni di litio, carica per la durata di 340 scatti
- Innesto obiettivi: Fuji X Mount
- Video: 4k 3840x2160/29.97p, 25p, 24p, 23.98p - Full HD 1920x1080/59.94p, 50p, 29,97p, 25p, 24p, 23.9p, 8p - HD 1280x720/59.94p, 50p, 29.97p, 25p, 24p, 23.98p